# Cybalobotys nyasalis
Cybalobotys nyasalis is een vlinder van de familie van de grasmotten (Crambidae). De wetenschappelijke naam van deze soort is voor het eerst voorgesteld door Koen Maes in een publicatie uit 2001.
De soort komt voor in Malawi.